# Sandy Dennis
Sandra Dale "Sandy" Dennis, född 27 april 1937 i Hastings i Nebraska, död 2 mars 1992 i Westport i Connecticut, var en amerikansk skådespelare.

## Biografi

### Uppväxt
Sandy Dennis är född Hastings, Nebraska, dotter till Yvonne (född Hudson), en sekreterare, och Jack Dennis, en posttjänsteman. Hon hade också en bror som hette Frank. Dennis växte upp i Kenesaw, Nebraska och Lincoln, Nebraska. Hon tog examen från Lincoln High School 1955. Hon gick på Nebraska Wesleyan University och University of Nebraska, deltog i Lincoln Community Theater Group innan hon flyttade till New York vid 19 års ålder.

### Karriär
Dennis gjorde sin TV-debut 1956 i The Guiding Light. Hon syntes 1963 i Jagad, där David Janssen medverkade, i avsnittet "The Other Side of the Mountain". År 1964 framträdde hon i avsnittet "Don't Mention My Name in Sheboygan" i Craig Stevenss drama på CBS Mr Broadway. Hennes filmdebut var rollen som Kay i Feber i blodet (1961). Men hon var mer engagerad av att göra en karriär inom teatern. Hon vann Tony Awards två år i rad för sina roller i A Thousand Clowns (1963) och Any Wednesday (1964). Hon vann en Oscar för bästa kvinnliga biroll för sin roll som Honey, den bräckliga, neurotiska unga hustrun till George Segal, i Vem är rädd för Virginia Woolf? (1966). Hon följde upp det med väl mottagna föreställningar som Förbjuden ingång (1967), Räven (1967), Sweet November (1968) och Osmak till tusen (1970).
År 1967 blev hon framröstad som den 18:e största stjärnan i USA.
Dennis var en livsmedlem av Actors Studio och en förespråkare av method acting. Hon beskrevs ofta som neurotisk i hennes prestationer, hennes signum infattade att köra ihop ord och på ett konstigt sätt stoppa och starta meningar, plötsligt gå upp och ner i oktav när hon talade, och fladdrande med händerna. Walter Kerrs berömda yttrande gick ut på att hon behandlade meningar som "svaga, skadade saker" som behövde hjälpas långsamt "tvärs över gatan". 
Sandy Dennis, tillsammans med Anne Bancroft, Zoe Caldwell, Viola Davis, Colleen Dewhurst, Maureen Stapleton och Irene Worth är de enda kvinnor som har vunnit Tony Awards för både Bästa kvinnliga skådespelare i teater och Bästa kvinnliga biroll i teater.
Hennes sista stora filmroller var i Alan Aldas Fyra årstider (1981) och Come Back to the Five and Dime, Jimmy Dean, Jimmy Dean (1982). År 1991 spelade hon en större roll i filmen The Indian Runner, som markerade Sean Penns regidebut.

### Privatliv
Dennis bodde ihop med den framstående jazzmusikern Gerry Mulligan från 1965 tills de splittrades 1974. Även om Mulligan ofta refererade till Dennis som hans andra hustru, avslöjades det senare att de aldrig var gifta. Hon bodde också med skådespelaren Eric Roberts 1980–1985.
I en intervju med  People Magazine 1989, avslöjade Dennis hon och Gerry Mulligan hade drabbats av ett missfall 1965 och fortsatte med att säga, "om jag hade varit en mamma, skulle jag ha älskat barnet, men jag hade bara inte något samband med det när jag var gravid... Jag har aldrig någonsin velat ha barn. Det skulle varit som att få en elefant".
Sandy Dennis dog av äggstockscancer i Westport, Connecticut, vid 54 års ålder.

## Filmografi

### Filmer
| År   | Titel                                                  | Roll            | Notering |
| ---- | ------------------------------------------------------ | --------------- | --- |
| 1961 | Feber i blodet                                         | Kay             | |
| 1966 | Vem är rädd för Virginia Woolf?                        | Honey           | Oscar för bästa kvinnliga biroll Laurel Award för bästa kvinnliga biroll Laurel Award för bästa kvinnliga nykomling Nominerad — Golden Globe Award för bästa kvinnliga biroll - Film |
| 1966 | The Three Sisters                                      | Irina           | |
| 1967 | Förbjuden ingång                                       | Sylvia Barrett  | Moscow International Film Festival Award - Bästa kvinnliga huvudroll (delad med Grynet Molvig för A Time in the Sun)                                                                 |
| 1967 | Räven                                                  | Jill Banford    | |
| 1968 | Sweet November                                         | Sara Deever     | |
| 1969 | That Cold Day in the Park                              | Frances Austen  | |
| 1969 | Thank You All Very Much                                | Rosamund Stacey | |
| 1970 | Osmak till tusen                                       | Gwen Kellerman  | Nominerad—Golden Globe Award för bästa huvudroll - Musikal eller komedi Nominerad—Laurel Award för bästa kvinnliga prestationer i komedi                                             |
| 1975 | Mr. Sycamore                                           | Jane Gwilt      | |
| 1976 | God Told Me To                                         | Martha Nicholas | |
| 1977 | Fan tro't                                              | Sister Winifred | |
| 1981 | Fyra årstider                                          | Anne Callan     | |
| 1982 | Come Back to the Five and Dime, Jimmy Dean, Jimmy Dean | Mona            | |
| 1988 | En annan kvinna                                        | Claire          | |
| 1988 | 976-EVIL                                               | Aunt Lucy       | |
| 1989 | Parents                                                | Millie Dew      | |
| 1991 | The Indian Runner                                      | Mrs. Roberts    | |

### Television
| År   | Titel                        | Roll               | Notering                                         |
| ---- | ---------------------------- | ------------------ | ------------------------------------------------ |
| 1956 | Guiding Light                | Alice Holden       | TV-serie                                         |
| 1962 | Naked City                   | Eleanor Ann Hubber | Avsnitt: Idylls of a Running Back                |
| 1963 | Naked City                   | Lorraine           | Avsnitt: Carrier                                 |
| 1963 | Jagad                        | Cassie Bolin       | Avsnitt: The Other Side of the Mountain          |
| 1964 | Arrest and Trial             | Molly White        | Avsnitt: Somewhat Lower Than the Angels          |
| 1964 | Mr. Broadway                 | Patricia Kelsey    | Avsnitt: Don't Mention My Name in Sheboygan      |
| 1968 | A Hatful of Rain             | Celia Pope         | TV-film                                          |
| 1970 | Only Way Out Is Dead         | Dr. Enid Bingham   | TV-film                                          |
| 1972 | Something Evil               | Marjorie Worden    | TV-film                                          |
| 1978 | Police Story                 | Sharon Bristol     | Avsnitt: Day of Terror... Night of Fear          |
| 1978 | Fängelsefruar                | Sophie Rosenman    | TV-film                                          |
| 1980 | Wilson's Reward              | Martha James       | TV-film                                          |
| 1985 | The Execution                | Elsa Spahn         | TV-film                                          |
| 1985 | The Love Boat                | Gina Caldwell      | Avsnitt: Roommates/Heartbreakers/Out of the Blue |
| 1985 | Alfred Hitchcock presenterar | Helen              | Avsnitt: Arthur, or the Gigolo                   |
| 1985 | Young People's Specials      | Patricia Benson    | Avsnitt: The Trouble with Mother                 |
| 1986 | The Equalizer                | Kay Wesley         | Avsnitt: Out of the Past                         |

## Teater
| Period                      | Titel                                                  | Roll                      | Notering                                               |
| --------------------------- | ------------------------------------------------------ | ------------------------- | ------------------------------------------------------ |
| 5 dec, 1957 – 17 jan, 1959  | The Dark at the Top of the Stairs                      | Reenie Flood Flirt Conroy | Understudie                                            |
| 20 okt, 1960 – 19 nov, 1960 | Face of a Hero                                         | Millicent Bishop          | Theatre World Award                                    |
| 1 nov, 1961 − 27 jan, 1962  | The Complaisant Lover                                  | Ann Howard                |                                                        |
| 5 apr, 1962 − 13 apr, 1963  | A Thousand Clowns                                      | Sandra Markowitz          | Tony Award för bästa medverkande skådespelare - Teater |
| 18 feb, 1964 − 26 jun, 1966 | Any Wednesday                                          | Ellen Gordon              | Tony Award för bästa kvinnliga huvudroll - Teater      |
| 15 okt, 1967 – 18 nov, 1967 | Daphne in Cottage D                                    | Daphne                    |                                                        |
| 29 mar, 1971 – 26 jun, 1971 | How the Other Half Loves                               | Teresa Phillips           |                                                        |
| 16 jan, 1973                | Let Me Hear You Smile                                  | Hannah Heywood            |                                                        |
| 8 okt, 1974 − 6 mar, 1976   | Absurd Person Singular                                 | Eva                       |                                                        |
| 14 mars 1975 – 3 sept, 1978 | Same Time, Next Year                                   | Doris                     | Ersättare                                              |
| 6 aug, 1981 – 5 sept, 1981  | The Supporting Cast                                    | Sally                     |                                                        |
| 18 feb, 1982 – 4 apr, 1982  | Come Back to the Five and Dime, Jimmy Dean, Jimmy Dean | Mona                      |                                                        |
| 1983                        | Buried Inside Extra Thomas Babe                        | Sophia Bowsky             |                                                        |